# スコアリング関数 (分子)
計算化学や分子モデリングの分野では、スコアリング関数 (scoring functions) は、ドッキングした2つの分子の分子間における結合親和性を概算するために使用される数学的な関数である。最も一般的には、分子の1つは薬剤のような低分子有機化合物で、2つ目はタンパク質受容体のような薬剤の生物学的標的である。また、2つのタンパク質間またはタンパク質とDNAの間の分子間相互作用の強さを予測するためのスコアリング関数も開発されている。 

## 用途
スコアリング関数は、創薬や他の分子モデリングアプリケーションで広く使用されている。これらには以下のようなものがある。 
- バーチャル・スクリーニング - リガンド候補の低分子データベースのバーチャル・スクリーニングにより、興味のあるタンパク質標的に結合する新規の低分子を特定し、創薬の出発点として有用であることを確認する[5]。
- De novo デザイン (スクラッチからのデザイン) - タンパク質標的に結合する新規低分子をゼロから設計する[6]。
- リード最適化 - スクリーニングヒットの親和性と選択性を最適化する[7]。

スコアリング関数よりも潜在的に信頼性が高く、しかし計算量の多い可能性がある代替策として、自由エネルギー摂動計算がある。

## 前提条件
スコアリング関数は通常、予測したい種に類似した分子種間での (実験的に決定された) 結合親和性データセットを用いて、パラメータ化 (またはチューニング) される。 
現在使用されている手法では、タンパク質に対するリガンドの親和性を予測するために、はじめに以下を知っているか予測する必要がある。  
- タンパク質の三次構造 - 三次元空間におけるタンパク質原子の配置。タンパク質の構造は、X線結晶構造解析や液相NMR法などの実験的手法によって決定したり、ホモロジーモデリング (英語版) によって予測されることもある。
- リガンド活性コンホメーション- タンパク質に結合したときのリガンドの三次元形状。
- 結合モード - 複合体内での2つの結合パートナーの相対的な配向。

上記の情報から、複合体の三次元構造が得られる。この構造に基づいて、スコアリング関数は、次に概説する方法の1つを使用して、複合体中の2つの分子間の結合の強さを推定できる。最後に、スコアリング関数自体を使用して、複合体中の低分子の結合モードと活性コンホメーションの両方を予測することもできるし、あるいは、ドッキング実行(docking run)内でより単純で計算速度の速い関数を利用することもできる。 

## クラス
スコアリング関数には4つの一般的なクラスがある。 
- 力場型 - 親和性は力場を使用して、複合体内の2つの分子のすべての原子間の分子間ファンデルワールス力の強さと、静電相互作用の強さを合計することによって推定される。2つの結合パートナーの分子内エネルギー (ひずみエネルギーとも呼ばれる) もしばしば含まれる。最後に、結合は通常水の存在下で行われるため、リガンドとタンパク質の脱溶媒和エネルギーは、GBSA (英語版) やPBSA (英語版) などの陰溶媒和法を使用して考慮される場合がある[12]。
- 経験型 - 2つの結合パートナー間の様々なタイプの相互作用の数をカウントすることに基づく[13]。カウントは、互いに接触しているリガンドおよび受容体の原子数に基づくか、または複合体の溶媒露出面積（英語版）(ΔSASA) の変化を、非複合化リガンドおよびタンパク質と比較して計算する。スコアリング関数の係数は、通常、多重線形回帰法を用いて適合される。関数のこれらの相互作用項は、例えば以下のものが含まれる。
  - 疎水性 - 疎水性接触 (有利な寄与)
  - 疎水性 - 親水性接触 (不利な寄与)  (満たされていない水素結合を説明、これは結合に関するエンタルピーの重要な寄与である[14]。1つの水素結合を失うと、結合親和性内で1～2桁の原因となる可能性がある[15]。)
  - 水素結合の数 (特に溶媒から遮蔽されている場合、親和性への有利な寄与。溶媒が露出している場合は寄与しない)。
  - 複合体形成時に固定化された回転可能な結合の数 (コンホメーション・エントロピーの不利な寄与)。
- 知識ベース型 (英語版)  - 統計的な「平均力ポテンシャル」を導出するために使用される大規模な3Dデータベース  (ケンブリッジ構造データベース（英語版）や蛋白質構造データバンクなど) における、分子間近接接触の統計的観察に基づく。この方法は、特定のタイプの原子または官能基間の分子間相互作用が、ランダムな分布によって予想されるよりも頻繁に発生することがエネルギー的に有利であり、したがって結合親和性に有利に寄与するという仮定に基づく[16]。
- 機械学習型 -  これらの古典的なスコアリング関数とは異なり、機械学習スコアリング関数は、結合親和性とタンパク質-リガンド複合体を記述する構造的特徴との関係について、所定の関数形式を仮定しないことを特徴としている[17]。このようにして、関数形式はデータから直接推測される。機械学習スコアリング関数は、多様なタンパク質-リガンド複合体の結合親和性予測において、古典的なスコアリング関数よりも優れていることが一貫して明らかになっている[18][19]。これは標的固有の複合体についても当てはまるが[20][21]、その優位性は標的に依存し、主に利用可能な関連データの量に依存する[22][23]。適切な注意を払われると、機械学習スコアリング関数は、構造ベースのバーチャルスクリーニングという関連問題において、少なくとも古典的なスコアリング関数と同等の性能を発揮する[24][25][26][27][28][29]。これらのレビューは、構造に基づいた創薬設計のための機械学習スコアリング関数について幅広い概観を提供する[22][30][31][32]。

最初の3つのタイプ、力場型、経験型、知識ベース型は一般的に古典的なスコアリング関数と呼ばれ、結合への寄与が線形結合であると仮定することによって特徴づけられる。この制約のため、古典的スコアリング関数は大量の学習データを活かすことができない。 

## 改良点
異なるスコアリング関数は比較的同一線上にあるため、コンセンサス・スコアリング関数は精度を有意に向上させない可能性がある。しかし、これまでの研究では、コンセンサス・スコアリングは有益であることが示唆されていたため、この主張はこの分野での一般的な見解に多少反している。 
完全なスコアリング関数は、リガンドと標的との間における結合自由エネルギーを予測することができる。しかし実際には、計算手法と計算資源の両方がこの目標達成を制限している。そのため、多くの場合、偽陽性リガンドと偽陰性リガンドの数を最小にする方法が選択さる。結合定数と構造とのデータからなる実験的トレーニングセットが利用可能な場合に、分子ドッキングで使用されるスコアリング関数を改善するための簡単な方法が開発された。 